# Trolejbusy w Völklingen
Trolejbusy w Völklingen – zlikwidowany system transportu trolejbusowego w Völklingen, w Saarze, w Niemczech. Funkcjonował od 1950 r. do 1967 r. Kursowały 3 linie trolejbusowe, operatorem systemu było przedsiębiorstwo Stadtwerke Völklingen.

## Historia
Trolejbusy w Völklingen uruchomiono 12 listopada 1950 r. Pierwsza linia, o numerze 6, była linią podmiejską i połączyła Völklingen z pobliskim miastem Püttlingen. 29 kwietnia 1952 r. otwarto przedłużenie linii nr 6 do Wadgassen. 29 września 1954 r. powstała linia nr 4 od dworca kolejowego do Ludweiler. 18 kwietnia 1959 r. pierwsze trolejbusy wyjechały na linię nr 1 do gminy Großrosseln. Wraz z otwarciem tej linii przestał istnieć miejscowy system tramwajowy.
W 1964 r. zlikwidowano trakcję do Wadgassen, dwa lata później odcinek Rotweg – Ludweiler, a 4 kwietnia 1967 r. trolejbusy zjechały z ostatniego czynnego odcinka sieci Großrosseln – Püttlingen. W miejsce linii trolejbusowych uruchomiono autobusowe.

## Tabor
Linie trolejbusowe obsługiwano początkowo 10 trolejbusami z podwoziami Somua, wyposażeniem elektrycznym Schneider-Westinghouse i nadwoziami Million-Guiet. Po 1958 r. zakupiono 8 trolejbusów typu HS 160 OSL z pomocniczymi bateriami. Po likwidacji systemu trolejbusy Somua zezłomowano, a w trolejbusy HS 160 OSL przebudowano na autobusy poprzez montaż silników spalinowych.